# Scepticisme scientifique
Pour les articles homonymes, voir Scepticisme.
Le scepticisme scientifique, nommé aussi scepticisme rationnel ou scepticisme contemporain, est l'étude par la méthode scientifique et l'esprit critique de phénomènes dits « paranormaux » (notamment ceux étudiés par l'ufologie, la parapsychologie et la cryptozoologie), « surnaturels » (réincarnation, résurrection) et plus généralement, de toute affirmation surprenante ou manquant de preuves empiriques. Philosophiquement, elle est identifiée comme une position épistémologique ; éthiquement, elle est considérée comme une déontologie circonspecte ; pratiquement, elle est une attitude de doute cartésien vis-à-vis des allégations non étayées par des preuves reproductibles. Outre les phénomènes paranormaux, les sceptiques soumettent au doute les théories du complot, les pseudo-sciences (médecines non conventionnelles, etc), les dérives idéologiques...

## Historique

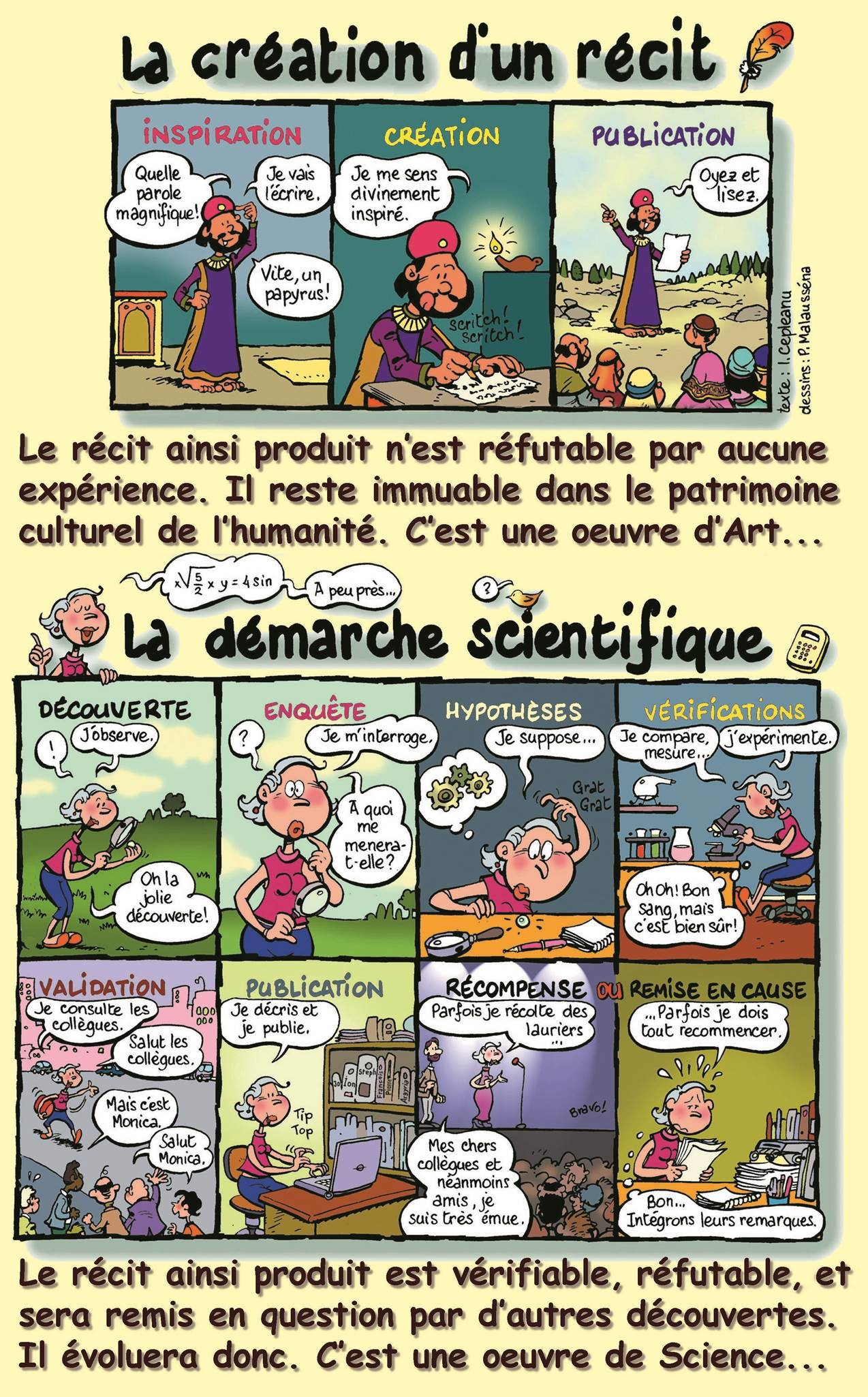
Bande dessinée illustrant la différence méthodologique entre la création d'un récit et la démarche scientifique.

D'après l'historien sceptique Daniel Loxton, « le scepticisme est une histoire sans début ni fin », affirmant que le fait de douter et d'examiner les revendications sortant de l'ordinaire est aussi vieux que l'humanité elle-même. À travers l'histoire, il y a des exemples de personnes adeptes de l'analyse critique, écrivant des livres ou organisant publiquement des expériences à l'encontre de fraudes particulières ou de superstitions populaires. Parmi ceux-ci, on peut citer Lucien de Samosate (IIe siècle), Michel de Montaigne (XVIe siècle), Thomas Ady (en) et Thomas Browne (XVIIe siècle), Antoine Lavoisier et Benjamin Franklin (XVIIIe siècle), de nombreux philosophes, scientifiques et magiciens à travers le XIXe et au début du XXe, jusqu'à Harry Houdini. Cependant, le regroupement de sceptiques au sein de sociétés qui étudient le paranormal et la pseudoscience est un phénomène moderne .
Le Comité Para a été créé en 1948 en Belgique, et peut être considéré comme l'organisation sceptique généraliste la plus vieille. Cela étant, il a été précédé par le Vereniging tegen de Kwakzalverij (nl) néerlandais (1881), qui est de ce fait considéré comme étant l'organisation sceptique la plus vieille par certains,. Néanmoins, le VtdK (nl) ne se concentre que sur la lutte contre le charlatanisme, et donc a une vocation plus spécifique. Le Comité para a été formé en partie en réponse à une industrie opportuniste de faux voyants exploitant les proches en deuil de personnes ayant disparu pendant la Seconde Guerre mondiale. Elle joua un rôle important dans l'affaire Gauquelin et donna à Paul Kurtz l'idée de créer une organisation similaire américaine. Cela amena à la création du Committee for the Scientific Investigation of Claims of the Paranormal.
En 1952, Martin Gardner publie son premier ouvrage, In the Name of Science,, réédité sous le titre Fads and Fallacies in the name of Science. Michael Shermer retrace les origines du mouvement sceptique moderne à la publication de ce livre. En France, l'Association Française pour l'Information Scientifique (AFIS) a été créée en 1968. Elle publie la revue Science et pseudo-sciences.
Dans les années 1970, aux États-Unis, le philosophe Paul Kurtz crée le Committee for the Scientific Investigation of Claims of the Paranormal ou CSICOP, plus tard renommé Committee for Skeptical Inquiry, et l'illusionniste James Randi, qui dénonce Uri Geller et ses méthodes, feront connaître le mouvement en en médiatisant les défis. La plupart des sceptiques du monde anglo-saxon voient dans la création du CSICOP la « naissance du scepticisme moderne », bien que son fondateur Paul Kurtz mentionne l'influence du Comité Para dans sa formation, y compris son nom.
En 1991, Michael Shermer cofonde la Skeptics Society et le Skeptic magazine. Depuis 1970, de nombreux groupes se désignant comme sceptiques se sont formés, organisant des colloques, conduisant des recherches et médiatisant les explications sceptiques des phénomènes apparemment surnaturels.
Dans les années 2000, un renouveau du mouvement sceptique s'est observé dans le monde francophone au travers du mouvement zététique, entendu comme l'étude rationnelle des phénomènes paranormaux.
Actuellement le développement des infox (informations truquées, fake news), lié aux réseaux sociaux, contribue à faciliter la propagation d'informations non scientifiquement démontrées. Ces infox résistent bien aux discours rationnels et modifient les modes de communication que devraient adopter les sceptiques et les scientifiques pour en atténuer les effets.

## Description
Le scepticisme scientifique s'appuie sur l'esprit critique et la méthode scientifique, privilégiant l'évaluation des théories selon leur réfutabilité, la répétabilité des expériences et le principe de parcimonie (Rasoir d'Ockham) plutôt que d'accepter des déclarations ou des preuves anecdotiques, des théories irréfutables ou fondées sur la foi. Le scepticisme fait partie du cadre de la méthode scientifique, par exemple un résultat expérimental n'est pas considéré comme établi tant qu'il n'a pas été reproduit de façon indépendante. Les sceptiques concentrent souvent leurs critiques sur des affirmations jugées non plausibles, douteuses ou clairement en opposition avec les connaissances scientifiques établies. Les sujets généralement critiqués comprennent par exemple la parapsychologie, la voyance, l'astrologie, l'homéopathie, l'ufologie, la radiesthésie.
Les sceptiques considèrent que les phénomènes dits paranormaux devraient pouvoir être examinés de façon critique et objective et que les déclarations extraordinaires exigent des preuves extraordinaires avant de pouvoir être validées.[réf. souhaitée]
Le scepticisme scientifique se distingue du mouvement Fortéen, très populaire dans le monde anglophone, particulièrement en Angleterre, même s'il s'intéresse plus ou moins aux mêmes sujets.
Le scepticisme scientifique est différent du scepticisme philosophique tel qu'on le trouve chez Pyrrhon d'Élis par exemple, qui consiste à dire qu'on ne peut se déterminer sur la possibilité d'une accession à un savoir certain. Il s'agit plutôt d'une forme dérivée du doute méthodique de René Descartes ou encore du « scepticisme modéré » de David Hume.[réf. souhaitée]

## Approches
Différentes approches existent, dont :
- l'évaluation par les pairs (« peer review » pour les anglophones), très couramment pratiquée dans l'édition scientifique et l'évaluation de la recherche scientifique ;
- des approches visant spécifiquement et proactivement à débusquer et mettre en évidence des erreurs, des omissions volontaires ou des manipulations, des trucs de prestidigitateurs, etc., avec un objectif de démystification (en anglais : debunk, d'où debunker) et ceux qui veulent étudier les thèses paranormales[5] ;
- certains sceptiques (américains notamment) s'impliqueraient de manière plus politique ou médiatique (pour promouvoir la science et ses principes), d'autres seraient plus orientés vers un humanisme séculier[11]. Dans son article[12], Daniel Loxton, auteur de la rubrique Junior Skeptic dans le magazine Skeptic, argumente qu'il faut au contraire revenir à ce que certains considèrent comme les bases, le scepticisme à la James Randi, par exemple ;
- la zététique est une variante française du scepticisme scientifique, initiée par Henri Broch, fondateur avec Jacques Theodor (biologiste au CNRS[13]) et Gérard Majax (prestidigitateur célèbre en France) du Défi zététique international. L'Observatoire Zététique affirme défendre une approche respectant la liberté de croire des tenants du paranormal, en évitant le dogmatisme et en se prononçant uniquement sur la validité des preuves et des raisonnements[14].

Le rapport à la croyance : Il varie selon les individus, et sans doute selon les époques ;
- les personnes qui sont « scientifiquement sceptiques » devraient théoriquement aussi être ou devenir athées, ou agnostiques, et matérialistes, car l'application des principes scientifiques aux thèses religieuses entraîne bien souvent la remise en cause des grandes théories religieuses ;
- Paul Kurtz soutient aussi l'humanisme séculier, une forme de laïcité qui examine de manière critique les affirmations des religions, alors qu'un scepticisme plus scientifique se concentrerait sur les pseudo-sciences ;
- Richard Dawkins défend l'idée que scepticisme rationnel, matérialisme et athéisme sont trois positions intimement liées[15] ;
- Martin Gardner, en revanche, revendiquait sa croyance en un Dieu, bien qu'il ne suivît aucune religion organisée.

## Organisations
En 1948, une des premières organisations sceptiques à avoir vu le jour est le Comité pour l'investigation scientifique des phénomènes réputés paranormaux, dit Comité Para, en Belgique.
En 2006, le CSICOP change de nom et devient le Committee for Skeptical Inquiry (CSI) afin de souligner que le groupe ne s'intéresse pas uniquement au paranormal, mais aussi aux pseudo-sciences, aux théories de la conspiration ou encore aux religions.
L'association sceptique la plus importante à l'heure actuelle est le Committee for Skeptical Inquiry, qui publie le magazine Skeptical Inquirer. D'autres organisations anglophones importantes sont la Skeptics Society et la James Randi Educational Foundation. Michael Shermer, fondateur de la Skeptics Society, tient la rubrique sceptique du prestigieux journal Scientific American.
En France et au Québec, diverses organisations incarnent ce courant de pensée, parmi lesquelles les Sceptiques du Québec, l'Union rationaliste ainsi que l'Association française pour l'information scientifique. L'association pour la Science et la Transmission de l'Esprit Critique (ASTEC) regroupe des vulgarisateurs sceptiques, dont Thomas C. Durand et Vled Tapas, produisant notamment du contenu sur internet, visant à promouvoir l'esprit critique au grand public.

## Critiques
Marcello Truzzi, premier codirigeant avec Paul Kurtz du CSICOP, s'est distancié du CSICOP et de certaines formes de critiques du courant sceptique qui, selon lui, auraient dérivé vers ce qu'il appela le « pseudoscepticisme ». Ce concept caractériserait le fait de formuler des affirmations négatives sans accepter la charge de la preuve et, dans le champ du paranormal, la position selon laquelle toute donnée soutenant l'existence de phénomènes paranormaux est nécessairement frauduleuse ou mensongère. Truzzi décrit des chercheurs et des démystificateurs qui selon lui se prononçaient sur la validité d'affirmations avant de les avoir expérimentées. Il accusa le CSICOP d'avoir adopté un comportement de plus en plus antiscientifique.

« En science, la charge de la preuve revient à celui qui affirme et plus une affirmation est extraordinaire, plus la charge de la preuve exigée est lourde. Le vrai sceptique a une attitude agnostique, c'est-à-dire qu'il considère une affirmation non prouvée plutôt que démontrée fausse. Il prétend que l'affirmation n'a pas été prouvée et que la science doit continuer à construire ses cartes conceptuelles cognitives d'analyse de la réalité sans tenir compte de l'affirmation. Tant que le vrai sceptique ne fait pas d'affirmation, il n'a rien à prouver. Il ne fait que continuer à utiliser les théories scientifiques établies par les sciences conventionnelles. Cependant, si le critique affirme que l'affirmation a été démontrée fausse, qu'il a une hypothèse négative — disons, par exemple, qu'un résultat d'un test psi est dû à un artefact —, il fait une affirmation et doit alors fournir la preuve de son assertion,. »

Le parapsychologue Rupert Sheldrake critique également les sceptiques, il a créé une organisation « sceptiques des sceptiques » Skeptical Investigations.

## Listes de sceptiques
- James Alcock
- Isaac Asimov
- Susan Blackmore
- Henri Broch
- Gérald Bronner
- Robert Todd Carroll
- Michel-Eugène Chevreul
- Nicolas Gauvrit
- Susan Gerbic
- Ben Goldacre
- Harry Houdini
- Philip J. Klass
- Paul Kurtz
- Gérard Majax
- Steven Novella
- Penn et Teller
- Philip Plait
- James Randi
- Renélys
- Carl Sagan
- Michael Shermer
- Simon Singh
- Richard Wiseman
- Thomas C. Durand
- Nathan Uyttendaele
- Sébastien Point
- Stephanie Zvan

#### Revues
- (en) Skeptical Inquirer[21], magazine publié par le Committee for Skeptical Inquiry.
- (en) Skeptic Magazine[22], magazine publié par la Skeptics Society.
- (en) The Scientific Review of Alternative Medecine[23], revue qui examine scientifiquement les prétentions des médecines non conventionnelles.
- (en) The Scientific Review of Mental Health Practice[24], revue qui examine scientifiquement les prétentions des psychothérapies.
- (en) Rubrique sceptique de Michael Shermer dans le magazine Scientific American.
- Science et pseudo-sciences[25] (en langue française).
- (en) Skeptic Report est un e-zine sceptique en anglais[26].
- Le Québec Sceptique, la revue des Sceptiques du Québec.

#### Ouvrages
Liste d'ouvrages considérés comme des classiques de la littérature sceptique (par ordre croissant d'année de publication) :
- (en) Harry Houdini, Miracle Mongers and their Methods, 1920.
- (en) Harry Houdini, A Magician Among the Spirits, 1924.
- (en) Martin Gardner, Fads and Fallacies in the name of Science, Dover Publications, 1957.
- (en) C. E. M. Hansel (en), ESP: A scientific evaluation - Telepathy, Clairvoyance, Precognition, Psychokinesis, 1966.
- (en) M. Lamar Keene (en), The Psychic Mafia, 1976.
- (en) James Randi, Flim-Flam!, Prometheus Books, 1982  (ISBN 0-87975-198-3).
- (fr) Henri Broch, Le Paranormal - ses documents, ses hommes, ses méthodes, Éditions du Seuil, Paris, (1re publication 1985)  (ISBN 2020107252)  (ISBN 2020087421).
- (en) Philip J. Klass, UFOs: The public deceived, New York: Prometheus Books, 1986.
- (en) Martin Gardner, The New Age - Notes of a fringe watcher, New York: Prometheus Books, 1988.
- (fr) James Alcock, Parapsychologie : science ou magie ?, Flammarion, Paris, 1989.
- (fr) Marc Hallet, Les Sciences parallèles ou la sagesse des fous, Espace de libertés, Bruxelles, 1992  (ISBN 293000102X).
- (fr) Gérard Majax, Les Faiseurs de miracles, Éditions Michel Lafon, Paris, 1992 (ISBN 2-908-652161), recherches historiques d'Emmanuel Haymann.
- (en) James Randi, An Encyclopedia of Claims, Frauds, and Hoaxes of the Occult and Supernatural, St. Martin's Press, 1995  (ISBN 0-312-15119-5) (Online Version).
- (en) Philip J. Klass, The Real Roswell Crashed Saucer Coverup, Prometheus, Buffalo, N.Y., 1997.
- (en) Carl Sagan, The Demon-Haunted World: Science As a Candle in the Dark, Ballantine Books, 1997  (ISBN 0-345-40946-9).
- (en) Michael Shermer, Why People Believe Weird Things: Pseudoscience, Superstition, and Other Confusions of Our Time. (2nd Revision edition), 2002  (ISBN 0-8050-7089-3).
- (fr) Richard Dawkins, Pour en finir avec Dieu (en anglais : The God Delusion, 2006), Éditions Robert Laffont, 2008,  (ISBN 978-2-2211-0893-2) ; Perrin, 2009  (ISBN 978-2-262-02986-9).
- (fr) Georges Charpak et Henri Broch, Devenez sorciers, devenez savants, Éditions Odile Jacob, Paris, 2002  (ISBN 2738110932)
- (fr) Normand Baillargeon, Petit cours d'autodéfense intellectuelle, Lux Éditeur, 2005.
- (fr) Nicolas Pinsault, Richard Monvoisin, Tout ce que vous n'avez jamais voulu savoir sur les thérapies manuelles, Presses universitaires de Grenoble, 2014  (ISBN 978-2-7061-1858-6).
- (fr) Florian Gouthière, Santé, science, doit-on tout gober, Paris, Belin, 2017, 432 p.  (ISBN 978-2-410-00930-9).
- (fr) Aurélien Barrau, De la vérité dans les sciences, Paris, Dunod, 2016, 96 p.  (ISBN 978-2-100-74660-6 et 2-10074660-X).
- (fr) Catherine Regnault-Roger, Idées reçues et agriculture. Parole à la science, Presses des Mines, collection Académie d’agriculture de France, 2018,  (ISBN 978-2-35671-504-3).
- (fr) La collection « Une chandelle dans les ténèbres ».
  - Henri Broch, Au cœur de l'extra-ordinaire, Éditions Book-e-book.com, Valbonne, 2005  (ISBN 2915312095).
  - David Rossoni, Éric Maillot et Éric Déguillaume, Les Ovnis du CNES – 30 ans d’études officielles[27], 2007, www.book-e-book.com
  - Richard Monvoisin, Les Fleurs de Bach. Enquête au pays des élixirs, 2008, www.book-e-book.com
  - Henri Broch, Comment déjouer les pièges de l’information ou les règles d’or de la zététique, 2008, www.book-e-book.com

#### Ouvrages en ligne
The Skeptic's Dictionary est un site dont l'auteur est Robert Todd Caroll et qui fournit des informations sceptiques sur les divers sujets critiqués par le mouvement sceptique contemporain (ufologie, parapsychologie, cryptozoologie, médecines non-conventionnelles et, de manière plus générale, les pseudo-sciences). Le Dictionnaire Sceptique en est la version francophone, réalisée par les Sceptiques du Québec.